# Cornelis Vreeswijk
Cornelis Vreeswijk (IJmuiden, 8 agosto 1937 – Stoccolma, 12 novembre 1987) è stato un cantautore olandese.
Ha vissuto in Svezia da quando aveva 12 anni fino alla morte, avvenuta all'età di 50 anni.

## Biografia
Nato nei Paesi Bassi, è emigrato con la famiglia in Svezia nel 1949, all'età di 12 anni.
Inizia ad avere successo nel campo musicale negli anni '70. Il suo stile fonde ironia, impegno sociale e musicalità folk.
Non ha mai ottenuto la cittadinanza svedese perché nel 1968 non era riuscito ad imparare perfettamente la lingua svedese secondo le autorità.
Nel corso della sua vita ha avuto molti problemi di carattere economico e anche dovuti all'alcolismo. All'età di 50 anni è morto a causa di un tumore al fegato.
È stato attivo anche come poeta e attore.

## Omaggi
Nel 2010 è uscito un film ispirato alla sua vita: si tratta di Cornelis, diretto da Amir Chamdin e interpretato da Hank von Helvete, noto come cantante dei Turbonegro.

## Discografia

### Discografia svedese
Lista parziale
- 1964 - Ballader och oförskämdheter
- 1965 - Ballader och grimascher
- 1966 - Grimascher och telegram
- 1968 - Tio vackra visor och Personliga Person
- 1969 - Cornelis sjunger Taube
- 1970 - Poem, ballader och lite blues
- 1971 - Spring mot Ulla, spring! Cornelis sjunger Bellman
- 1972 - Visor, svarta och röda
- 1973 - Istället för vykort
- 1973 - Linnéas fina visor
- 1974 - Getinghonung
- 1976 - Narrgnistor och transkriptioner
- 1977 - Movitz! Movitz!
- 1978 - Cornelis sjunger Victor Jara
- 1978 - Narrgnistor 2, En halv böj blues och andra ballader
- 1978 - Felicia´s svenska suite
- 1979 - Vildhallon
- 1980 - Turistens klagan
- 1980 - En spjutkastares visor
- 1980 - Bananer - bland annat
- 1981 - Cornelis sjunger Povel
- 1981 - Hommager och Pamfletter
- 1985 - Mannen som älskade träd
- 1986 - I elfte timmen
- 1987 - Till Fatumeh - Rapport från de osaligas ängder

### Discografia olandese
- 1972 – Cornelis Vreeswijk
- 1973 – Leven en laten leven
- 1974 – Liedjes voor de Pijpendraaier en mijn Zoetelief
- 1976 – Foto's en een souvenir: Vreeswijk zingt Croce
- 1977 – Het recht om in vrede te leven
- 1978 – Het beste van Cornelis Vreeswijk
- 1982 – Ballades van de gewapende bedelaar